# Cannibal Corpse (EP)
Cannibal Corpse è un EP dell'omonima band, pubblicato nel 1989, poco prima di Eaten Back to Life, primo album ufficiale della band.

## Tracce
1. A Skull Full of Maggots – 2:08
2. The Undead Will Feast – 2:57
3. Scattered Remains, Splattered Brains – 2:37
4. Put Them to Death – 1:49
5. Bloody Chunks – 2:21